# ГЕС Gǔxué
ГЕС Gǔxué (古学水电站) — гідроелектростанція у центральній частині Китаю в провінції Сичуань. Становить нижній ступінь каскаду на річці Dingqu, лівій притоці Дзинші (верхня течія Янцзи).
В межах проекту річку перекрили бетонною греблею довжиною 77 метрів, яка утримує невелике водосховище з об'ємом 323 тис. м3 та припустимим коливанням рівня поверхні між позначками 2269 та 2270 метрів НРМ (під час повені до 2271,9 метра НРМ).
Зі сховища ресурс по дериваційному тунелю транспортується до машинного залу. Основне обладнання станції становлять дві турбіни типу Френсіс потужністю по 45 МВт, які використовують напір у 131 метр та забезпечують виробництво 402 млн кВт-год електроенергії на рік.